# غیاث‌الدین براق
غیاث‌الدین براق (انگلیسی: Ghiyas-ud-din Baraq; نامشخص – ۱۲۷۱) فرمانده نظامی اهل مغولستان بود. یکی از خان‌های خانات جغتای (۱۲۶۶–۱۲۷۱) بود. او پسر یسونتوآ‏ سومین پسر موتوخان و نوه جغتای بود. او که به اسلام گروید نام غیاث الدین را به خود گرفت.
پسر او دوا (پادشاه) بود